# 花田比露思
花田 比露思（はなだ ひろし、1882年3月11日 - 1967年7月26日）は、日本の教育者・歌人。

## 来歴
福岡県朝倉郡安川村(現・朝倉市)に生まれる。本名・大五郎。京都帝国大学法学部を卒業し、大阪朝日新聞記者となる。調査部長兼論説委員として寺内内閣に批判的な論調を張るも、1918年米騒動にからんだ白虹事件で連帯責任を取って辞職する。　
大阪朝日退職後は大正日日新聞、読売新聞などに勤めた。1924年に京都帝大に招かれ、学生監となる。
その後は和歌山高等商業学校（現・和歌山大学）校長、福岡商科大学初代学長、別府大学長、大分大学長を務めた。大分大学名誉教授となる。
歌人としては、正岡子規に傾倒し,歌誌『潮騒』（のち改題し『あけび』）を創刊・主宰した。1964年に歌会始の召人を務める。

## 著書
- 『さんげ 歌集』春陽堂, 1921 短歌研究社, 1965
- 『歌に就ての考察』紅玉堂書店, 1924
- 『万葉集私解』(あけび叢書 紅玉堂書店, 1928
- 『五高時代の思出』花田大五郎 著. 日本談義社, 1957
- 『雑草路 歌集』(花田比露思歌集 第2巻) (あけび叢書 林光雄編. 短歌新聞社, 1996.10
- 『茅野 歌集』(花田比露思歌集 第3巻) (あけび叢書 林光雄 編. 短歌新聞社, 1996.11
- 『かりごも 歌集』 (花田比露思歌集 第4巻) (あけび叢書 林光雄, 大津留温 編. 短歌新聞社, 1998.7
- 『夕凪 歌集』 (花田比露思歌集 第5巻) (あけび叢書 林光雄, 大津留温 編. 短歌新聞社, 1998.7

### 共著編
- 『明治天皇御製謹抄』花田大五郎 著. 子文書房, 1940
- 『萬葉集について』阿部次郎,澤瀉久孝,土屋文明,小畑薫良共著 岩波書店,學生課叢書  1943